# Ladungssicherung
Ladungssicherung bezeichnet in der Logistik und im Verkehrswesen das Sichern von Ladungen (Frachtgütern) im Straßen-, Eisenbahn-, Luft- und Schiffsverkehr gegen die beim Transport auftretenden physikalischen Bewegungskräfte und gilt der Verkehrssicherheit.

## Allgemeines
Diese Kräfte treten z. B. im Straßentransport beim Beschleunigen nach hinten, beim Bremsen in Fahrtrichtung (Trägheit der Masse), beim Durchfahren von Kurven zu den Seiten (Zentrifugalkraft vs. Zentripetalkraft) und auf unebenen Straßen vertikal auf (ebenfalls aufgrund der Massenträgheit). Ungenügend oder falsch angebrachte sowie fehlende Ladungssicherung führt oft zu einer Ladungsverschiebung und damit auch zu einer Gefährdung der anderen Verkehrsteilnehmer.

## Geschichte

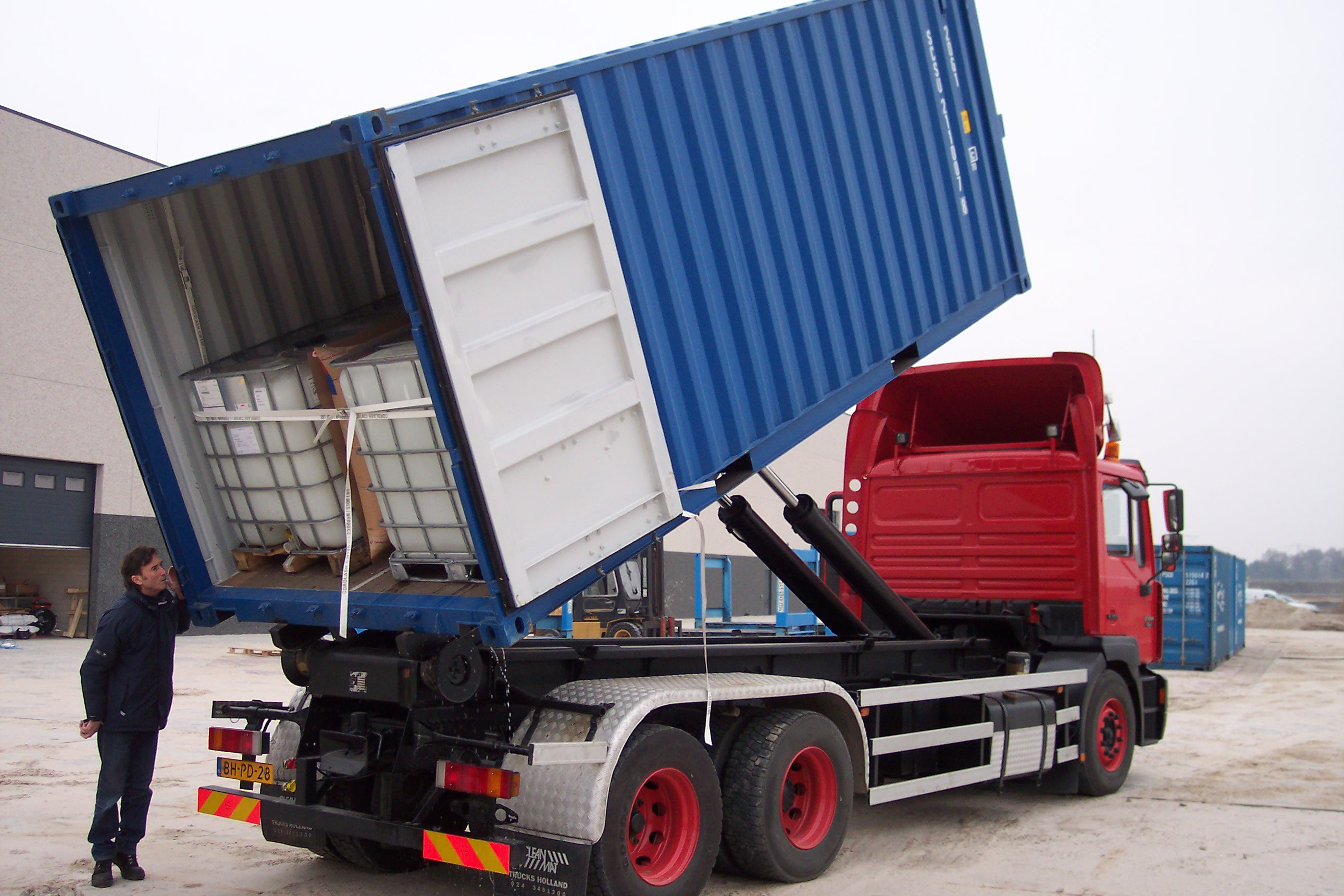
Probe einer Ladungssicherung

Die Geschichte der Ladungssicherung ist ein kontroverses Thema im gewerblichen Güterkraftverkehr. Bis 1990 wurde sie als Unterrichtsfach bei der Berufskraftfahrerausbildung wenig behandelt. Die Medien wurden jedoch aufmerksam, wenn ein schwerer Verkehrsunfall wegen eindeutiger mangelhafter Ladungssicherung passierte.
Im Jahr 1999 wurde zum ersten Mal das Thema Ladungssicherung öffentlich in der Juli-Ausgabe der Berufskraftfahrer-Zeitung behandelt. Der Autor Alfred Lampen informierte in diesem Artikel über Reibung, unterschiedliche Zurrmittel sowie die Belastbarkeit von Nutzfahrzeug-Aufbauten und äußerte den Wunsch, dass jeder Berufskraftfahrer die Ladungssicherung erlernen sollte. In den folgenden Monaten verfasste Lampen aufgrund der positiven Resonanz weitere Fachartikel zur Ladungssicherung, wobei die Themen Recht, Physik, Fahrzeugaufbauten, Zurrmittel, Arten der Ladungssicherung und ihre Berechnung ausführlich behandelt wurden. Aufgrund der Artikelserie in der Berufskraftfahrer-Zeitung gab es 2001 den Anstoß, das Thema zu vertiefen, und im Juli 2001 konnte der Verlag Günter Hendrisch das von Alfred Lampen verfasste 300-seitige Fachbuch „Ladungssicherung“ – Der Leitfaden für die Praxis – herausbringen.
Ein weiterer Erfolg wurde verbucht, als 2002 die VDI-Richtlinie VDI 2700a als „Ausbildungsnachweis Ladungssicherung“ in Kraft trat. Es musste ein Schulungsnachweis von 16 Unterrichtseinheiten zu je 45 Minuten erbracht werden. Die Europäischen Normen EN 12195-2 „Zurrgurte“, EN 12195-3 „Zurrketten“ und EN 12642 „Aufbauten an Nutzfahrzeugen“ wurden eingeführt.
Auf der 59. IAA wurde www.ladungssicherung.de als Homepage vorgestellt und Kögel brachte das von Alfred Lampen verfasste „LaSi-Check“-Heft heraus. Im folgenden Jahr veröffentlichte der Verlag Günter Hendrisch zusätzlich zum Fachbuch „Ladungssicherung“ die von Alfred Lampen verfasste 80-seitige Fachzeitschrift „LaSi-Info“ und die 36-seitige Sonderbroschüre „LaSi-Tipp“. Lampen gelang es aufgrund seiner Erfahrung als Polizeibeamter der Autobahnpolizei Beispiele der mangelhaften Ladungssicherung anhand von echten Unfällen praxisnah zu erläutern. Behandelt wurden in LaSi Info: Kranteile, Betonbauteile, Getränke, Walzbleche, palettierte Ladungen, Kettenbagger, Stahlladungen und die falsche Lastverteilung.
In einer Artikel-Serie wurde 2004 in der LaSi-Info die Reihe Echte Unfälle durch falsche Ladungssicherung fortgeführt, da Nachholbedarf vorhanden war und die Serie gut ankam. Hier wurde die Schilderung des Unfallherganges und die Analyse der Unfallursache betrachtet. Es wurden zusätzlich Abroll- und Absatzbehälter, palettierte Steine, Papierrollen und Formatpapier, Holzpakete, sowie Ladungen in Kleintransportern untersucht. Die europäischen Normen: EN 12195-1 „Berechnungen von Zurrkräften“, die EN 12195-4 „Zurrdrahtseile“ und die nationale DIN 75410-3 „Ladungssicherung im Kastenwagen“ wurden Vorschrift. Zusätzlich wurde durch den Verlag Günter Hendrisch die von Alfred Lampen verfasste Broschüre „Transporter-INFO“ herausgegeben. Zum schnellen kompakten Nachschlagen erschien für den Fahreralltag das 100-seitige Heftchen: „LaSi-Guide“, welches die wichtigsten Adressen und Telefonnummern zur Ladungssicherung enthielt. Ein Jahr später befasste man sich in der LaSi-Info mit der Anwendung von Zurrmitteln, Sperrbalken sowie Sperrstangen im Fahrzeugaufbau und deren vielfältigen Einsatzmöglichkeiten. Die Broschüre enthielt viele Beispiele und Bilder, um der alltäglichen Praxis gerecht zu werden.
Im Jahr 2006 gab es neue VDI-Richtlinien: VDI 2700 Bl.3.1 „Gebrauchsanleitung für Zurrmittel“, VDI 2700 Bl. 3.2 „Einrichtungen und Hilfsmittel zur Ladungssicherung“, VDI 2700 Bl. 6 „Zusammenladung von Stückgütern“, VDI 2700 Bl. 9 „Ladungssicherung von hart gewickelten Papierrollen“ und VDI 2700 Bl. 11 „Ladungssicherung von Betonteilen“. Die LaSi-Info befasste sich ausführlich und praxisbezogen mit der Ladungssicherung von hart gewickelten Papierrollen, wobei viele Bilder vor allem mit den „Antirutschmatten“ als wichtiges zusätzliches Hilfsmittel gezeigt wurden. Das nächste Jahr stand ganz im Zeichen des Fahrzeugaufbaus, denn es gab eine überarbeitete Europäische Norm EN 12642 „Aufbauten an Nutzfahrzeugen“, die zusätzlich mit dem Zertifikat „Code XL“ versehen wurde. Das Fachbuch: „Ladungssicherung“ erhält in der 6. Auflage die neusten Vorschriften.
Im Jahr 2008 wurde das Thema Ladungssicherung in der LaSi-Info breiter gefächert und ganz Europa war beinhaltet. Die Broschüre „Transporter-INFO“ erhielt eine Neuauflage und die Richtlinie VDI 2700 Bl. 16 „Ladungssicherung bei Transportern bis zu 7,5 t zGG“ wurde ausführlich dargestellt. 2009 entstanden weitere neue Richtlinien und Normen. In Kraft gesetzt wurden: VDI 2700 Bl. 8.1 „Sicherung von Pkw und leichten Nutzfahrzeugen auf Fahrzeugtransportern“, VDI 2700 Bl. 12 „Ladungssicherung von Getränkeprodukten“, VDI 2700 Bl. 15 „Rutschhemende Materialien“, VDI 2700 Bl. 16 „Ladungssicherung bei Transportern bis zu 7,5 t zGG“ sowie VDI 2700 Bl. 17 „Ladungssicherung von Absetzbehältern auf Absetzkipperfahrzeugen und deren Anhängern“. Die Ladungssicherungs-Angelegenheiten wurden Ausbildungsbestandteil beim Berufskraftfahrer und im Berufskraftfahrerqualifikationsgesetz eingefügt.
Im Januar 2011 wurde VDI 2700 Bl. 19 „Ladungssicherung auf Straßenfahrzeugen - Gewickeltes Band aus Stahl, Blechen und Formstahl“. veröffentlicht.

## Rechtliche Grundlagen (Straßentransport in Deutschland)

Im Fahrbetrieb für die Ladungssicherung zu berücksichtigende maximale Massenkraft der Ladung nach VDI-Richtlinie (VDI-Beschleunigungs-Bild)

Der § 22 der Straßenverkehrsordnung (StVO) verlangt, dass Ladung so zu verstauen und zu sichern ist, dass sie selbst bei Vollbremsung oder plötzlicher Ausweichbewegung nicht verrutschen, umfallen, rollen, herabfallen oder vermeidbaren Lärm erzeugen kann. Dabei sind die anerkannten Regeln der Technik (wie z. B. VDI-Richtlinien 2700 ff.) zu beachten.
Die Verantwortung der Ladungssicherung liegt beim Fahrer, Halter und beim Verlader. Verstöße können im Bereich der Ordnungswidrigkeit (allgemeine Verkehrskontrolle oder Verkehrsunfall mit Sachschaden) mit Bußgeldern in Höhe von 50 bis 150 Euro geahndet und 1 bis 2 Punkten im Fahreignungsregister eingetragen werden. Kommt also zur mangelnden Ladungssicherheit noch eine Gefährdung oder ein Sachschaden hinzu, wird zusätzlich ein Punkt fällig. Eine Straftat (z. B. Verkehrsunfall mit Personenschaden) wird mit Geld- oder Freiheitsstrafe geahndet.
Die VDI-Richtlinienreihe VDI 2700 „Ladungssicherung auf Straßenfahrzeugen“ gilt seit vielen Jahren als anerkanntes Grundlagenwerk der Ladungssicherung. In ihr wird beschrieben, welche Kräfte auf eine Ladung im Fahrbetrieb einwirken und wie Ladung grundsätzlich auf Straßenfahrzeugen gesichert werden kann.
Die Richtlinien werden bei Überwachungsmaßnahmen der Verkehrspolizei, aber auch bei Streitfällen vor Gericht herangezogen.

### Keine Unterscheidung zwischen privat und gewerblich
Richtlinien und Vorschriften aus dem Transportgewerbe und der Industrie zur Ladungssicherung sind auch für Privattransporte verbindlich. Die Betreiber von Baumärkten werden indirekt über die Mithaftung des Disponenten angehalten, exakte Gewichtsangaben auf den Lieferpapieren zu vermerken, damit der private Fahrer schnell und sicher erkennen kann, ob er sich noch im Bereich der zulässigen Nutzlast seines Fahrzeuges oder Anhängers bewegt.

### Urteile zur Ladungs- und Beförderungssicherheit

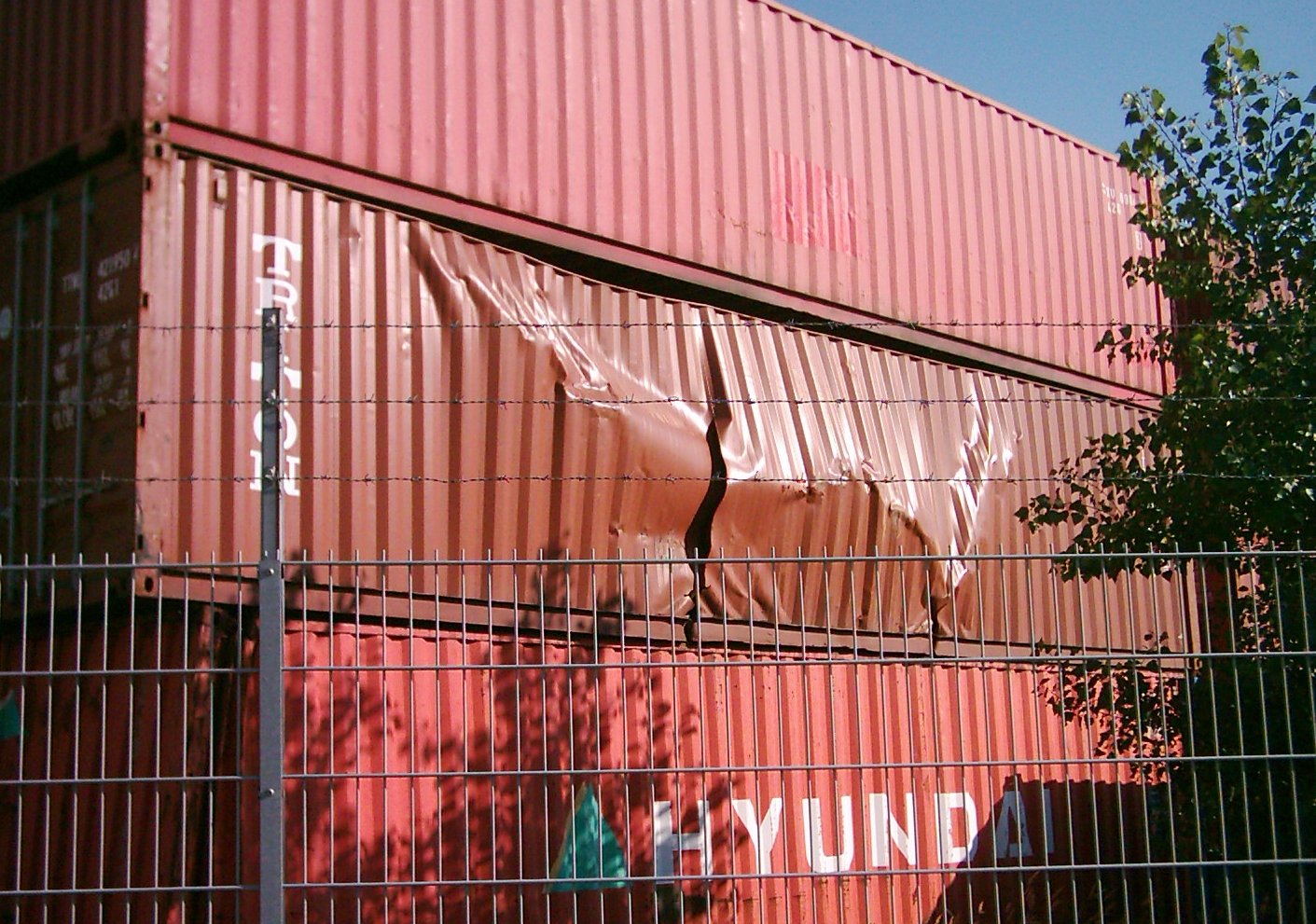
Beschädigter Container infolge unzureichender Ladungssicherung

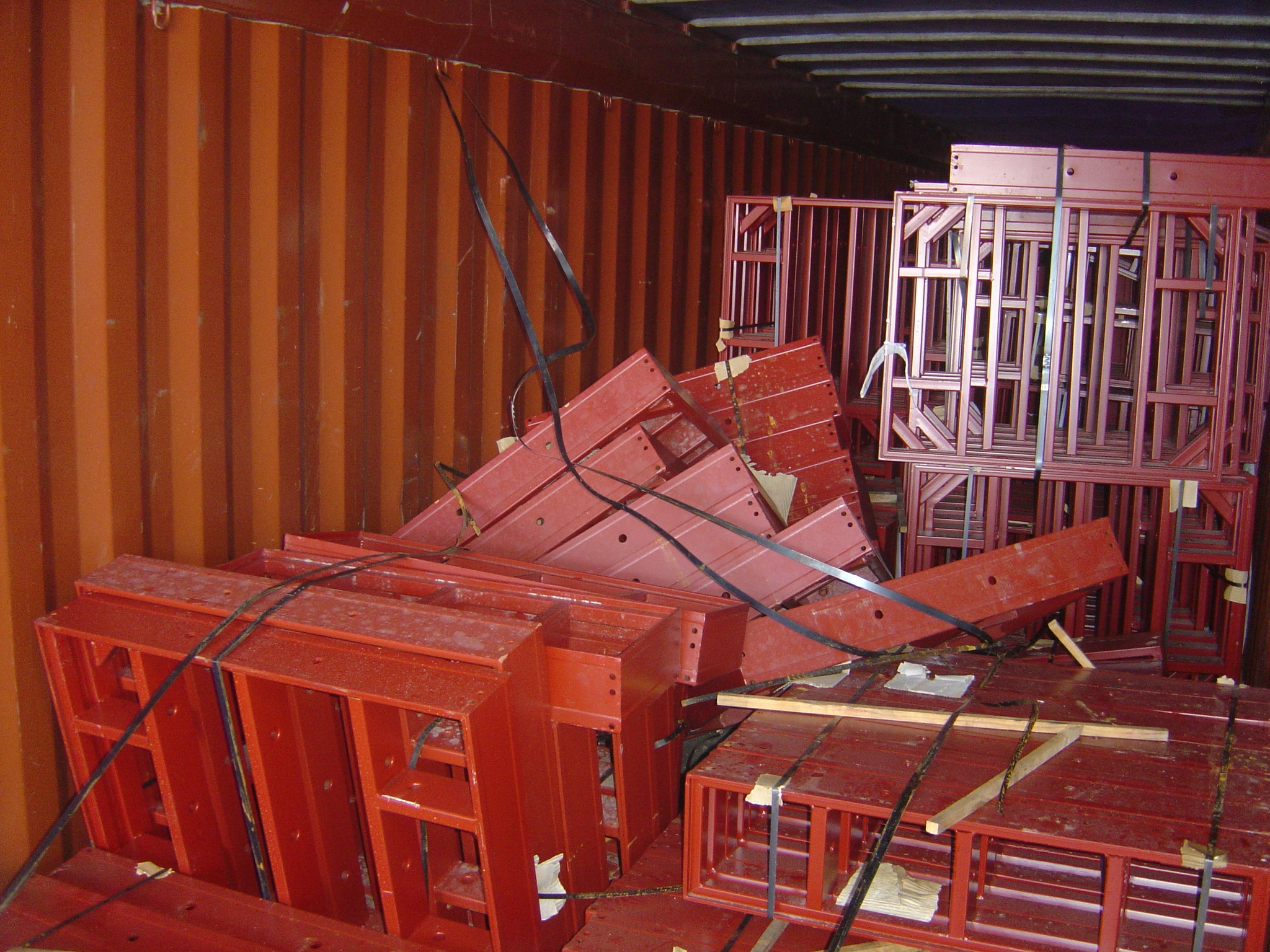
Auswirkung unzureichender Ladungssicherung in einem Container

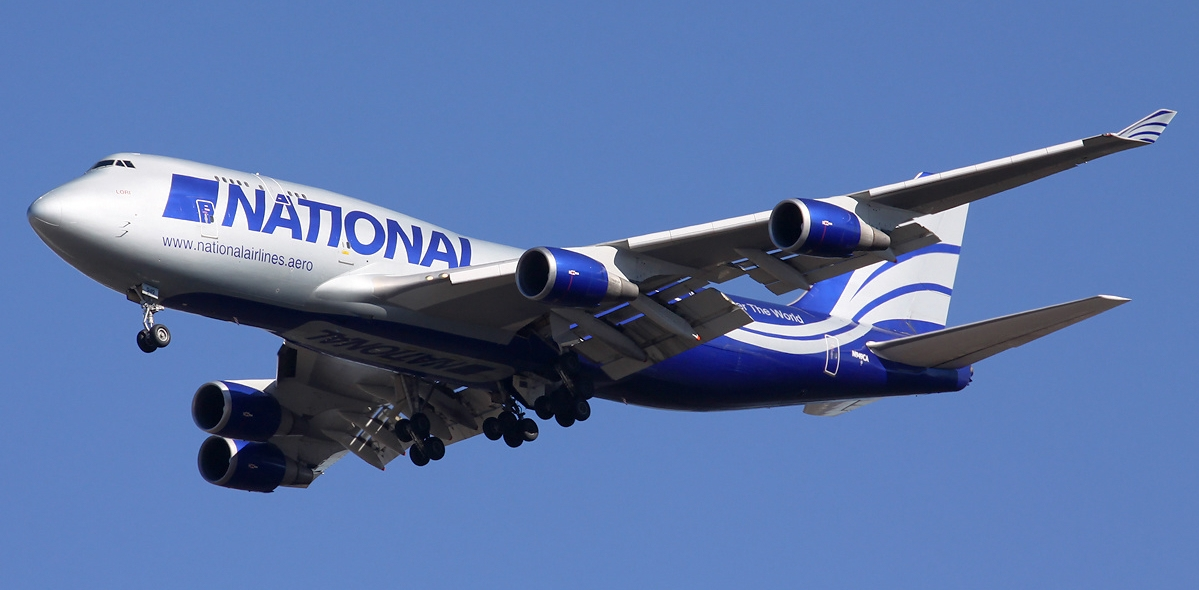
Diese Boeing 747 stürzte aufgrund mangelnder Ladungssicherung ab (National-Airlines-Flug 102)

Der Absender ist laut § 412 I 1 HGB verpflichtet, das Gut beförderungssicher zu beladen bzw. zu stauen und zu befestigen sowie zu entladen, wenn sich aus den Umständen oder der Verkehrssitte nichts anderes ergibt. Der Frachtführer darf nur mit der betriebssicheren Verladung am öffentlichen Straßenverkehr teilnehmen. Die Verladung ist als beförderungssicher zu betrachten, wenn das Frachtgut z. B. im Lkw auf der Ladefläche so verstaut und befestigt wurde, dass es nicht durch andere Einflüsse z. B. im Straßenverkehr beschädigt wird. Das Frachtgut muss vor allem gegen alle Möglichkeiten im vertragsrechtlichen Verlauf des Transports gesichert werden.
In der Rechtsprechung wurden in der Ladungs- und Beförderungssicherheit einige Voraussetzungen ausgearbeitet:
- Die Beladung muss einer durch Dritte ausgelösten Notbremsung standhalten (OLG Düsseldorf, Urteil vom 2. April 1984, AZ: 1 U 116/83)
- Ladungen müssen ausreichend gegen Fliehkraft in den Kurven gesichert werden (OLG Hamburg, Urteil vom 15. Februar 1990, AZ: 6 U 240/89; OLG Düsseldorf, Urteil vom 21. April 1994, AZ: 18 U 53/93)
- Schwere Güter müssen wegen der Rutschgefahr in Kisten auf den Ladeflächen der Lastkraftwagen verkeilt und verzurrt werden (OLG Hamm, Urteil vom 31. März 1980, AZ: 18 U 34/78)
- Das Gut muss gegen üblichen Transport, nicht aber gegen Unfälle geschützt werden (OLG Köln, Urteil vom 23. September 1997, AZ: 22 U 93/97)
- Das Stahlcoil muss nicht nur auf einer Spezialeisenplatte fest verzurrt sein, sondern muss auch gegen Verrutschen auf der Ladefläche des Lkw gesichert werden (OLG Düsseldorf, Urteil vom 21. April 1994, AZ: 18 U 53/93)
- Die Schaltschränke müssen ausreichend gegen ein Verrutschen und durch die Fahrbahnstöße ausgelöste Vertikalkräfte gesichert werden (OLG Hamburg, Urteil vom 18. Dezember 1986, AZ: 6 U 36/86)
- Auf die erforderliche Befestigung darf nicht verzichtet werden, wenn z. B. der Frachtführer das notwendige Befestigungsmaterial (Spanngurte) nicht mitführt (LG Gießen, Urteil vom 20. November 2002, AZ: 1 S 233/02)

## Kräfte im Fahrbetrieb (Straßentransport)

### Prinzip der Ladungssicherung
Die Ladungssicherung muss die Kräfte kompensieren, die im normalen Fahrbetrieb auftreten können und dazu zählen Vollbremsungen, plötzliche Ausweichmanöver und schlechte Wegstrecken, nicht aber Verkehrsunfälle. Eine Ladung ist nur dann ausreichend gesichert, wenn sie durch die Sicherungsmaßnahmen gezwungen wird, in jeder Fahrsituation das zu tun, was das Fahrzeug tut.

### Die Gewichtskraft
Die Gewichtskraft ist die Kraft, mit der die Ladung auf eine horizontale Ladefläche drückt. In der Ladungssicherung wird diese Kraft in Deka-Newton (daN) angegeben, wobei ein daN etwa einem kg entspricht.
Beispiel: Eine Ladung mit einem Gewicht von 10.000 kg drückt mit einer Gewichtskraft von etwa 10.000 daN auf die Ladefläche.

### Massenkraft
Die Massenkraft ist die Kraft, mit der die Ladung beim Bremsen nach vorn, in Kurven zur Seite und beim Beschleunigen nach hinten drückt. Sie ist die Ursache dafür, dass die Ladung gesichert werden muss. Die VDI-Richtlinien 2700 ff. und die Europäischen Normen zur Ladungssicherung geben vor, dass die Ladung in Fahrtrichtung mit 80 % ihrer Gewichtskraft, zu den Seiten und nach hinten mit 50 % ihrer Gewichtskraft zu sichern ist.
Beispiel: Bei einer Ladung mit einer Gewichtskraft von 10.000 daN wirken bei einer Vollbremsung 80 % (8.000 daN) als Massenkraft in Fahrtrichtung.

### Reibungskraft
Die Reibungskraft ist die Kraft, die zwischen der Ladung und ihrer Unterlage wirkt und dabei grundsätzlich einer Massenkraft entgegen gerichtet ist. Die Intensität der Reibung wird in der Ladungssicherung als Reibbeiwert µ angegeben.
Für viele Materialpaarungen gibt es mittlerweile Tabellen mit ihrem jeweiligen Reibbeiwert. In der täglichen Ladesituation kann man sich mit folgenden drei Werten behelfen:
- Metall auf Holz: μ = 0,2; entspricht 20 % Ladungssicherung durch Reibung
- Holz auf Holz: μ = 0,3 entspricht 30 % Ladungssicherung durch Reibung
- Antirutschmatte: μ = 0,6 entspricht 60 % Ladungssicherung durch Reibung.

Diese Werte sind jedoch nur grobe Anhaltswerte und sie sind nur auf besenreinen Ladeflächen und bei fettfreien Oberflächen anzuwenden. Bei genauer Überlegung wird klar, welch herausragende Bedeutung der Reibbeiwert und damit die Reibungskraft bei der Ladungssicherung hat.
Beispiel: Bei einer Ladung Stahlfässern mit einer Gewichtskraft von 10.000 daN auf Siebdruckboden (Reibbeiwert: µ = 0,2) werden 20 % (2.000 daN) durch die Reibungskraft gesichert.

### Sicherungskraft
Die Sicherungskraft ist die Kraft, die erforderlich ist, um die Ladung gegen die Massenkräfte zu sichern.
Die verbleibende Sicherungskraft ist die Widerstandskraft, die zusätzlich zur Reibungskraft aufzubringen ist, um die Ladung gegen die Massenkräfte zu sichern und sie errechnet sich aus der Massenkraft minus der Reibungskraft.
Beispiel: Bei einer Ladung Stahlfässern mit einer Gewichtskraft von 10.000 daN auf Siebdruckboden werden 20 % (2.000 daN) durch die Reibungskraft gesichert. Die verbleibende Sicherungskraft beträgt somit in Fahrtrichtung 60 % (80 % - 20 % = 60 %), seitlich bzw. entgegen der Fahrtrichtung 30 % (50 % - 20 % = 30 %) der Gewichtskraft.

### Ladungsverschiebung

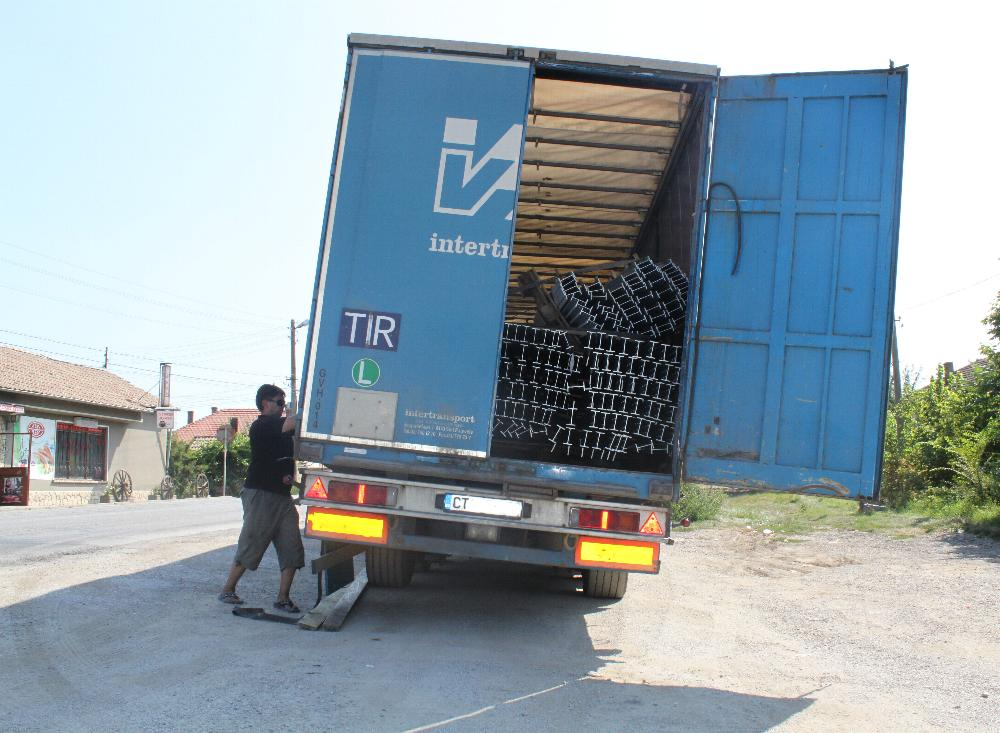
Verschobene Doppel-T-Träger auf einem Lkw

Als Ladungsverschiebung im Transportwesen versteht man eine ungewollte Ortsveränderung des Frachtgutes während des Transports. Dies wird durch die Kräfte verursacht, die während des Transports auftreten können. Neben den Beschleunigungskräften durch das Abbremsen, Anfahren sowie Kurvenfahrten können dies auch Schwingungen sein, die beim Befördern entstehen. Im Schiffsverkehr kommt auch noch schwerer Seegang und bei der Eisenbahn das Rangieren über Ablaufberge in Betracht. Für Ladegutverschiebung ist aber auch immer eine ungenügende, falsche oder nicht angebrachte Ladungssicherung verantwortlich.
Es kann auch sein, dass die Sicherungsmittel infolge fehlenden Kantenschutzes durchgescheuert werden und dadurch ihre Aufgabe nicht mehr erfüllen können.
Durch die Verschiebung des Ladegutes kann der Schwerpunkt des Fahrzeuges so verändert werden, dass es sogar umkippen kann. Des Weiteren kann auch die Fahrzeugumgrenzung überschritten und damit beispielsweise der Gegenverkehr gefährdet werden. Die Verschiebung kann dazu führen, dass Ladegut verloren wird. Die Ladungsverschiebung ist oft der Grund für schwere Unfälle, die bis zum Untergang eines Schiffes gehen können.
Häufigste Ursache ist die falsche Lastverteilung (längsmittig bei gleichschweren Stücken), die schlechte Sicherung (z. B. Niederzurren oder Nichtbeachtung des Lastverteilungsplanes).

## Transportfahrzeuge (Straßentransport)

### Aufbaufestigkeit
Die Richtlinie VDI 2700 fordert, dass die Stirnwand, die Bordwände und die Rückwand der Transportfahrzeuge ausreichend dimensioniert sind. Sie gibt dabei allerdings nicht vor, welchen konkreten Belastungen diese Bauteile standhalten müssen. Diese Vorgaben enthält die europäische Konstruktionsnorm EN 12642 (in Deutschland DIN EN 12642).
Für Aufbauten an Lastkraftwagen und Anhängern, die vor April 2002 hergestellt wurden, gab es keine nationalen oder internationalen Konstruktionsnormen.
Für Lastkraftwagen und Anhänger mit einer zulässigen Gesamtmasse (zGM) über 3,5 t, die ab Dezember 2001 hergestellt wurden, galten die Aufbaufestigkeiten der europäischen Konstruktionsnorm EN 12642 (in Deutschland DIN EN 12642:2002-04).
Aufbauten an Nutzfahrzeugen, die seit November 2016 hergestellt werden, unterliegen der überarbeiteten EN 12642:2016-11 (in Deutschland DIN EN 12642:2017-03). Diese Norm gilt jetzt auch für Aufbauten an Nutzfahrzeugen mit einer zGM unter 3,5 t.
Zudem definiert die Norm den Standardaufbau (Code L) und den verstärkten Aufbau (Code XL).
So müssen nach EN 12642 Code L
- Stirnwände 40 % der Nutzlast (maximal geforderte Prüfkraft 5000 daN),
- Seitenwände
  - 30 % der Nutzlast (Kofferaufbau, Hamburger Verdeck (Pritschenwagen) mit Planenverdeck; 24 % Bordwand / 6 % Plane), bzw.
  - 15 % der Nutzlast (Seitenplanenaufbau bzw. Curtainsider; nach EN 12642:2017-03), oder
  - 0 % der Nutzlast (Seitenplanenaufbau; nach EN 12642:2007-01; nur Wetterschutz - keine Ladungssicherung),
- Rückwände 25 % der Nutzlast (maximal geforderte Prüfkraft 3100 daN)

aushalten.
Bei verstärktem Aufbau nach der EN 12642 Code XL müssen
- Stirnwand 50 % der Nutzlast,
- Seitenwand 40 % der Nutzlast (Kofferaufbau, Hamburger Verdeck, Seitenplannenaufbau),
- Rückwand 30 % der Nutzlast

aushalten.
Prüfzertifikate über die aufzunehmenden Kräfte sollten mitgeführt werden. Darin steht u. a. für welche Ladegüter und unter welchen Voraussetzungen der Fahrzeugaufbau in der Lage ist, die Ladung ohne zusätzliche Maßnahmen zu sichern.

### Zurrpunkte an Nutzfahrzeugen

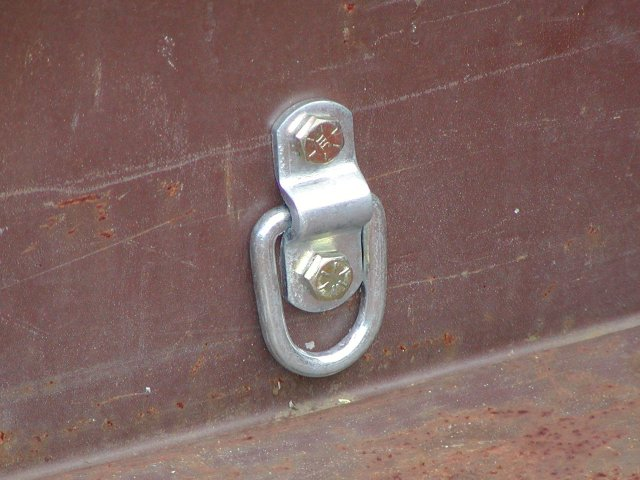
D-Ring als Zurrpunkt

Die EN 12640 regelt die Ausstattung der Fahrzeuge mit Zurrpunkten. Sie gilt für Nutzfahrzeuge und intermodale Ladeeinheiten zur Güterbeförderung. Ausgenommen sind Fahrzeuge, die ausschließlich für die Beförderung von Schüttgütern bestimmt sind sowie Fahrzeuge für die Beförderung spezieller Güter mit besonderen Anforderungen an die Ladungssicherung. Ebenfalls ausgenommen sind Lieferwagen (Kastenwagen) nach ISO 27956.
Die Norm wurde zum Mai 2020 überarbeitet und regelt jetzt auch die Ausstattung intermodaler Ladeeinheiten (Wechselbehälter und kranbare Sattelanhänger) nicht aber ISO Frachtcontainer der Serie 1.
Erfasst werden seit der Überarbeitung auch Nutzfahrzeuge mit einer zulässigen Gesamtmasse von weniger als 3,5 t. Weiterhin regelt die Norm jetzt nicht mehr nur Pritschenaufbauten, sondern sie betrifft auch andere Nutzfahrzeuge, wie zum Beispiel Kofferaufbauten mit oder ohne Kühlung.
Gemäß der alten Norm musste der Zurrwinkel α, der von der Ladefläche hoch zum Zurrmittel gemessen wird, mindestens 30° betragen. Gemäß der neuen DIN EN 12640 darf dieser Zurrwinkel jetzt zwischen 0° und 90° liegen. Diese Regelung betrifft die Einzel-Zurrpunkte und die Mehrpunkt-Zurrsysteme.
| Fahrzeuggesamtmasse         | Mindestzurrkraft (LC) |
| --------------------------- | --------------------- |
| Bis 750 kg                  | 400 daN               |
| über 750 kg bis 3.500 kg    | 600 daN               |
| über 3.500 kg bis 7.500 kg  | 800 daN               |
| über 7.500 kg bis 12.000 kg | 1.000 daN             |
| über 12.000 kg              | 2.000 daN             |
| intermodale Ladeeinheiten   | 2.000 daN             |

## Ladungssicherungsmittel
Unter dem Oberbegriff Ladungssicherungsmittel fallen die Zurrmittel wie Zurrgurte, Zurrketten und Zurrdrahtseile sowie die Einrichtungen und die Hilfsmittel zur Ladungssicherung.

### Zurrgurte

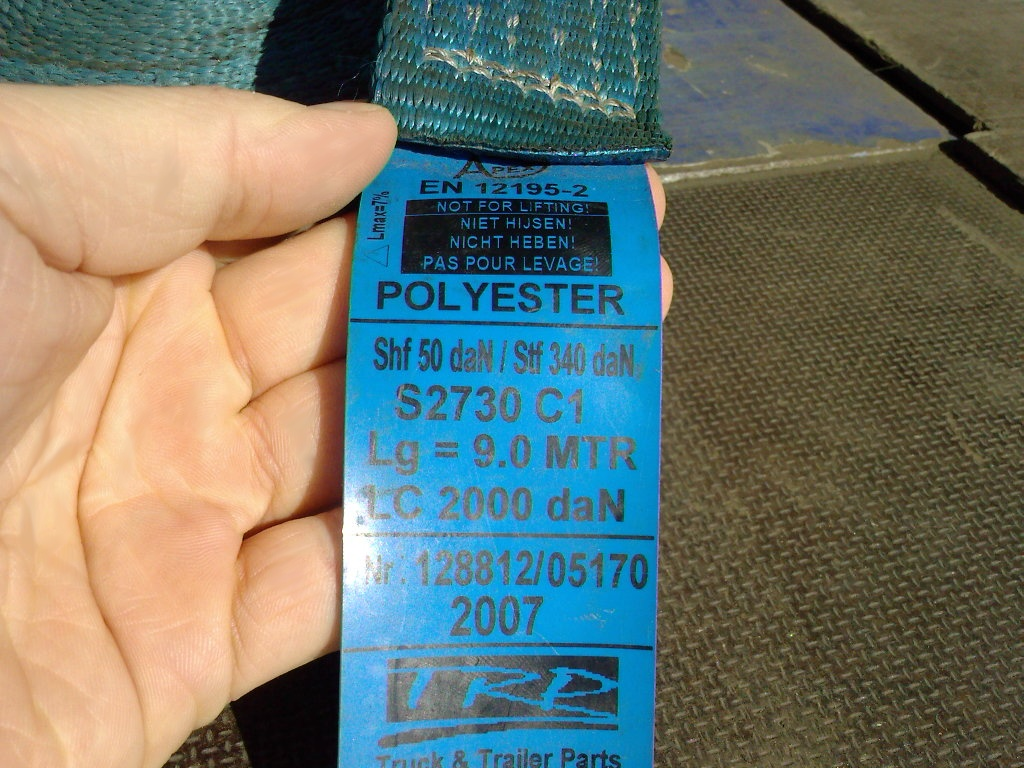
Kennzeichnung eines Zurrgurtes

Gemäß der Europäischen Norm EN 12195-2 „Zurrgurte aus Chemiefasern“ ist ein Zurrgurt eine Vorrichtung zur Ladungssicherung, die aus einem textilen Gurtband mit einer Ratsche oder einer Gurtbandklemme besteht und überwiegend mit Zurrhaken versehen ist. In der Anwendung unterscheidet man grundsätzlich zwei Zurrgurtsysteme: Einteilige Zurrgurte, bestehend z. B. aus einem Gurtband mit einer Gurtbandklemme ohne Zurrhaken. Diese Ausführung wird zum Bündeln oder Umreifen von Ladungsteilen genutzt. Zweiteilige Zurrgurte, bestehend aus einem langen Gurtband mit Haken (Losende) und einem kurzen Gurtband mit Ratsche und Haken (Festende). Diese Ausführung wird zum Niederzurren und zum Direktzurren eingesetzt.
Das Gurtband wird überwiegend aus Polyester (PES) hergestellt, in wenigen Fällen auch aus Polypropylen (PP). oder Polyamid (PA). Als Spannelement kommen Kurzhebelratschen, Langhebelratschen, Zurrgurtwinden und Gurtbandklemmen zum Einsatz. Kurzhebelratschen, auch Druckratschen genannt, können Vorspannkräfte von 200 bis 350 daN erreichen. Langhebelratschen erreichen 500 daN, neueste Produkte auch bis zu 720 daN Vorspannkraft.
Zurrgurte müssen mit einem rechteckigen, dauerhaft beständigen Kennzeichnungsetikett versehen sein, dessen Farbe sich nach dem Werkstoff des Gurtbandes richtet (Polyester (PES) = blau, Polypropylen (PP) = braun sowie Polyamid (PA) = grün).
Auf diesem Etikett müssen u. a. folgende Angaben enthalten sein: Die Zurrkraft LC (Lashing Capacity), die maximal in den Zurrgurt eingeleitet werden darf; die normale Handkraft SHF (Standard Hand Force), die zum Spannen der Ratsche aufzuwenden ist und die normale Spannkraft STF (Standard Tension Force), die beim Spannen der Ratsche mit normaler Handkraft von 50 daN als Vorspannkraft im Zurrmittel wirkt. Weiterhin müssen die Dehnung, das verwendete Gurtmaterial, das Herstellungsjahr sowie Name oder Kennzeichen des Herstellers oder Lieferers auf dem Etikett angegeben sein.
Zurrgurte haben kein Verfallsdatum und dürfen so lange eingesetzt werden, bis sie ablegereif sind. Ablegereife heißt, dass beim Erreichen festgelegter Verschleißmerkmale, z. B. Risse oder Einschnitte im Gurtband, Brüche bzw. Verformungen an Ratsche oder Gurthaken, aber auch beim Fehlen des Kennzeichnungsetiketts, der Zurrgurt außer Betrieb zu nehmen ist, also nicht mehr zur Ladungssicherung eingesetzt werden darf.

### Zurrketten

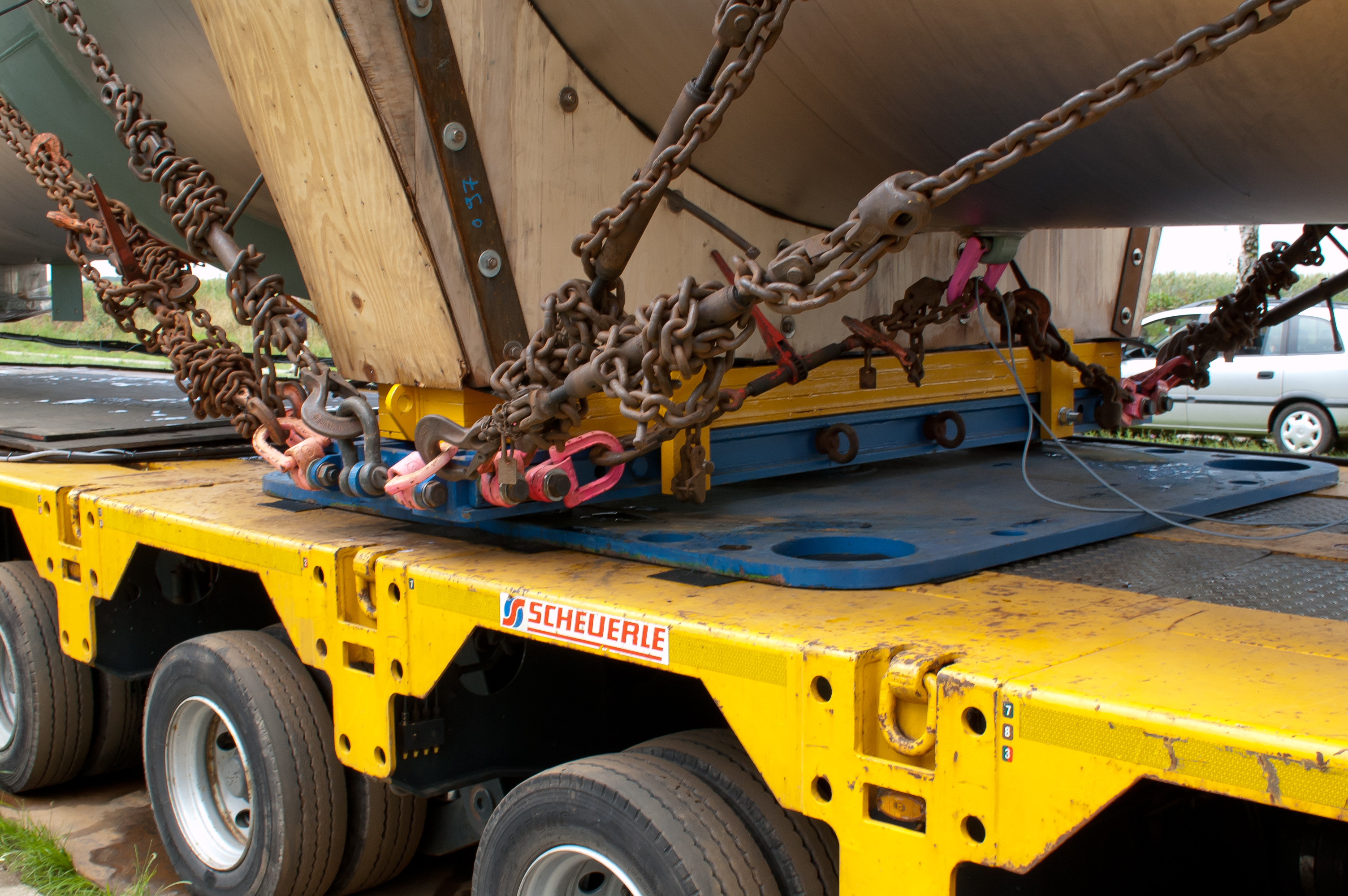
Ladungssicherung bei einem Schwertransport auf Schwerlaststraßenroller mittels Zurrketten

Gemäß der Europäischen Norm EN 12195-3 „Zurrketten“ ist eine Zurrkette eine Vorrichtung zur Ladungssicherung, die aus einem Spannelement und einer Kette mit oder ohne Verbindungselementen besteht.
In der Anwendung unterscheidet man zwei Ausführungen: Zurrketten mit integriertem Spannelement sowie Zurrketten mit separatem Spannelement. Zur Ladungssicherung, ausgenommen bei Langholztransporten, dürfen nur kurzgliedrige Ketten verwendet werden. Alle Zurrketten müssen mindestens der Güteklasse 8 entsprechen.
Als Spannelement kommen Spindelspanner und Mehrzweck-Ratschzüge (Hubzüge) zum Einsatz. Spindelspanner können Vorspannkräfte bis 4000 daN, Mehrzweck-Ratschzüge bis 6000 daN erreichen.
Zurrketten müssen mit einem rechteckigen Kennzeichnungsanhänger aus Metall versehen sein, der u. a. folgende Angaben enthalten muss: die Zurrkraft LC (Lashing Capacity), die maximal in die Zurrkette eingeleitet werden darf; die normale Spannkraft STF (Standard Tension Force), die beim Spannen mit normaler Handkraft von 50 daN als Vorspannkraft im Zurrmittel wirkt; sowie Name oder Kennzeichen des Herstellers oder Lieferers.
Zurrketten haben kein Verfallsdatum und dürfen so lange eingesetzt werden, bis sie ablegereif sind. Ablegereif heißt, dass beim Erreichen festgelegter Verschleißmerkmale, z. B. Anrisse, Brüche, starke Korrosion bzw. starker Verschleiß oder plastische Verformung an Kette, Spann- oder Verbindungselementen, aber auch beim Fehlen des Kennzeichnungsanhängers, die Zurrkette außer Betrieb zu nehmen ist.

### Zurrdrahtseile
Gemäß der Europäischen Norm EN 12195-4 „Zurrdrahtseile“ ist ein Zurrdrahtseil eine Vorrichtung zur Ladungssicherung, die aus einem Drahtseil mit oder ohne Verbindungsteilen und aus einem Spannelement besteht.
Als Spannelement kommen Seilwinden und Mehrzweck-Kettenzüge (Hubzüge) zum Einsatz.
Zurrdrahtseile müssen mit einem rechteckigen Kennzeichnungsanhänger aus Metall versehen sein, der u. a. folgende Angaben enthalten muss: die Zurrkraft LC (Lashing Capacity), die maximal in das Zurrdrahtseil eingeleitet werden darf; die normale Spannkraft STF (Standard Tension Force), die beim Spannen mit normaler Handkraft von 50 daN als Vorspannkraft im Zurrmittel wirkt, sowie Name oder Kennzeichen des Herstellers oder Lieferers.
Zurrdrahtseile haben kein Verfallsdatum und dürfen so lange eingesetzt werden, bis sie ablegereif sind. Ablegereif heißt, dass beim Erreichen festgelegter Verschleißmerkmale, z. B. Anrisse, Brüche, starke Korrosion bzw. starker Verschleiß an Spann- oder Verbindungselementen, aber auch Quetschungen oder starker Drahtbruch sowie beim Fehlen des Kennzeichnungsanhängers, das Zurrdrahtseil außer Betrieb zu nehmen ist.

### Einrichtungen und Hilfsmittel zur Ladungssicherung

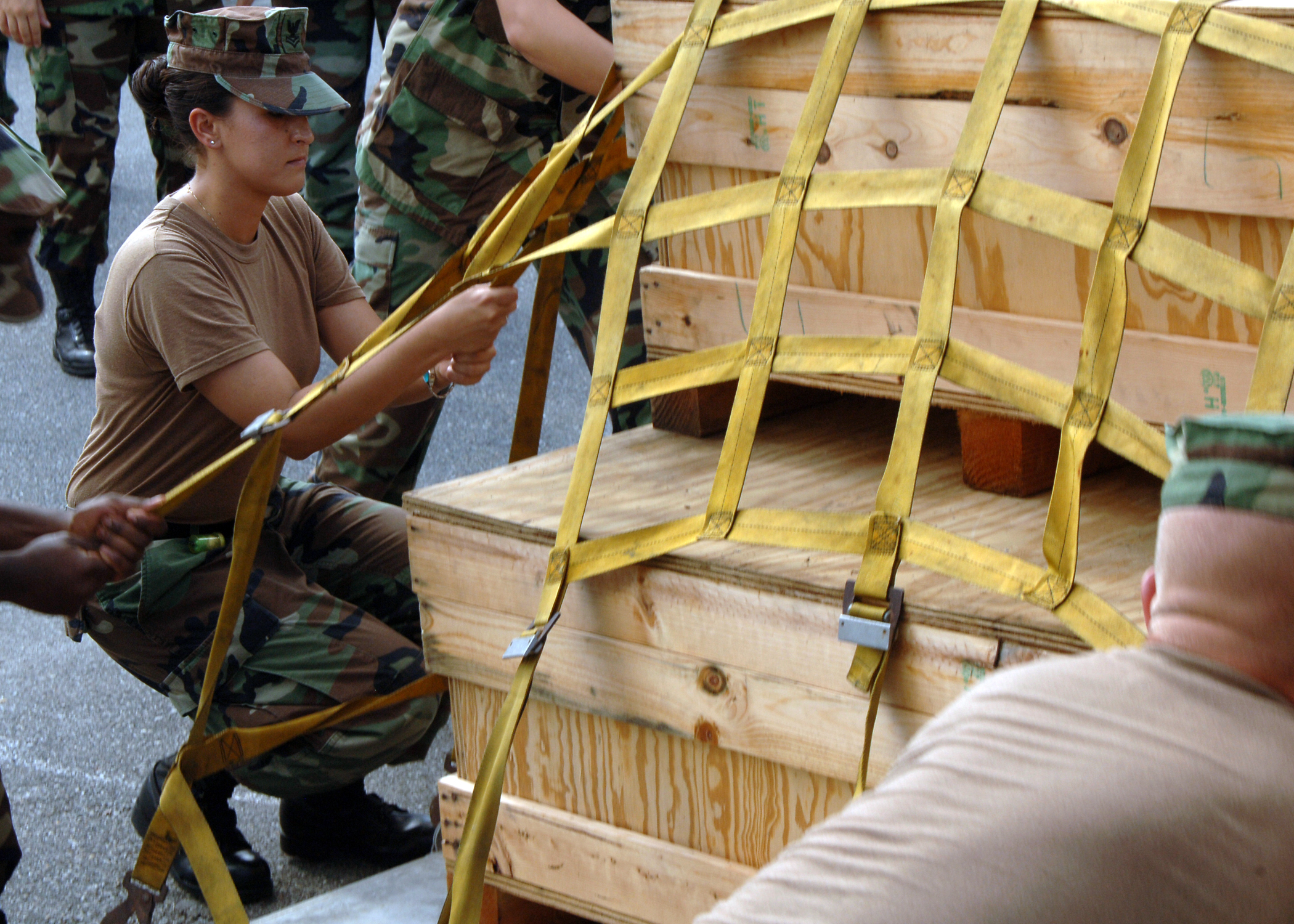
Frachtnetz

Die Auswahl an Einrichtungen und Hilfsmitteln zur Ladungssicherung ist sehr vielfältig und wird in der VDI-Richtlinie VDI 2700 Blatt 3.2 behandelt. Es sind z. B. Schienen-, Steck- oder Regalsysteme, Sperrbalken, Keile, Trennwände, Netze und Planen, Staupolster (Airbags), Abstandhalter, rutschhemmende Materialien (Antirutschmatten, Antirutschböden), Kantenschutzmittel, Zwischenwandverschlüsse (Klemmbretter), aufgestellte Europaletten u. a. Allgemein gilt, dass sie in der Lage sein müssen, die zur Sicherung der Ladung erforderlichen Kräfte aufzunehmen.
Ladungssicherungsmittel sind in Deutschland nach Vorgabe der VDI 2700 jährlich durch eine befähigte Person zu prüfen.

## Arten der Ladungssicherung
Der Gesetzgeber schreibt vor, dass die Ladung zu sichern ist; wie und womit sagt er nicht. Die Normen und Regeln der Technik beschreiben zwar die grundsätzlichen und die besonderen Methoden der Ladungssicherung, die Entscheidung darüber, welche Maßnahmen im Einzelfall tatsächlich getroffen werden, obliegt jedoch dem Anwender, der grundsätzlich zwischen den folgenden Möglichkeiten wählen kann.

### Kraftschlüssige Ladungssicherung

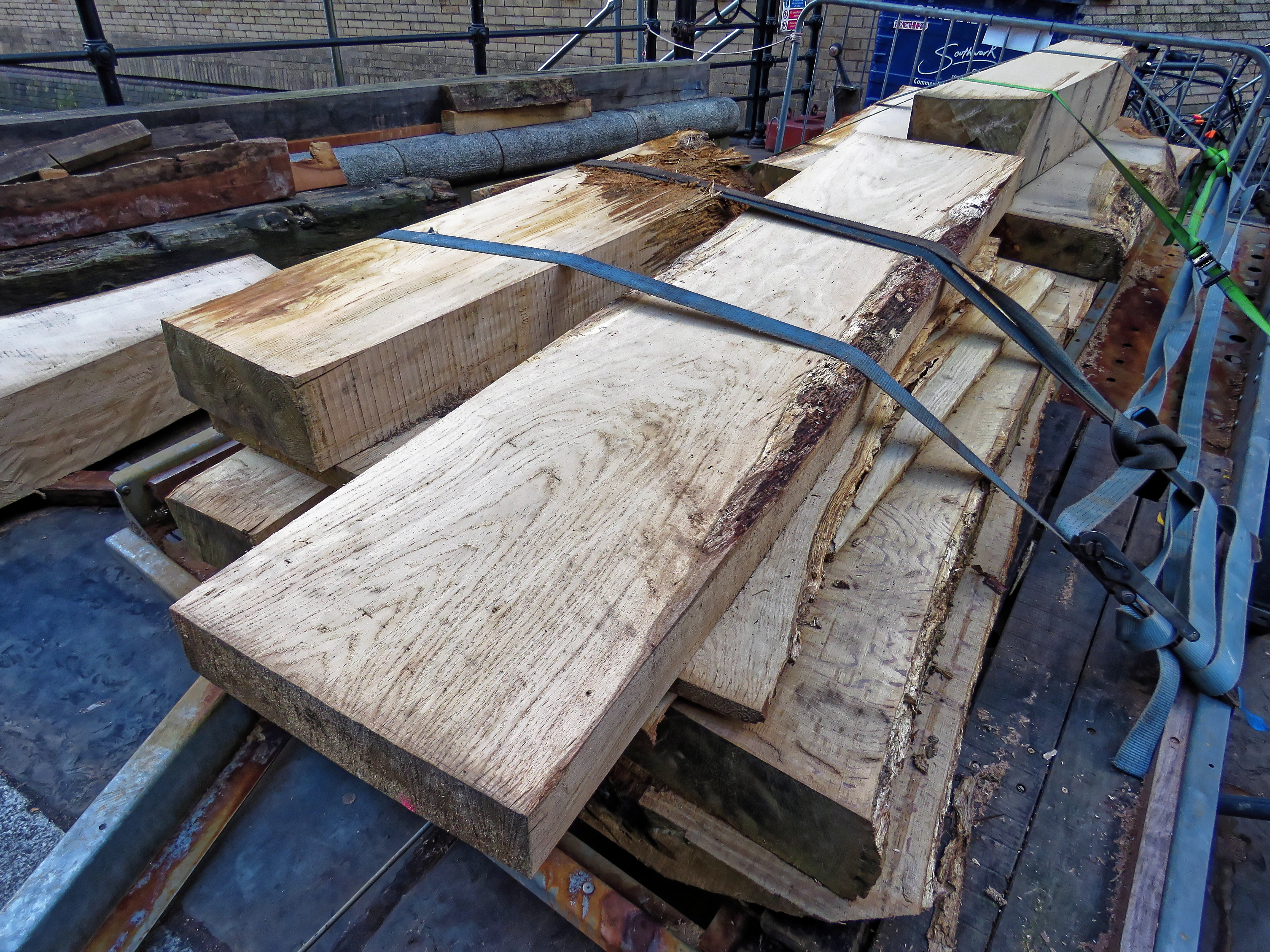
Niederzurren

Die kraftschlüssige Sicherung durch Niederzurren ist die häufigste Sicherungsart. Beim Niederzurren wird die Ladung durch die Vorspannkraft der Zurrmittel auf die Ladefläche gepresst, wodurch die Reibungskraft zwischen der Ladung und ihrer Auflagefläche verstärkt wird. Die Reibungskraft sichert die Ladung gegen Verrutschen. Von entscheidender Bedeutung ist dabei die Vorspannkraft (STF, Standard Tension Force), die alleinig durch das Spannelement der verwendeten Zurrmittel, z. B. einer Ratsche, aufgebracht wird. Der Einsatz von rutschhemmendem Material (z. B. Antirutschmatten) kann diesen Effekt verstärken.
Der Nachteil des Niederzurrens liegt darin, dass oftmals sehr hohe Vorspannkräfte im Zurrmittel aufgebracht werden müssen, wodurch unter Umständen sogar die Ladung beschädigt wird. Bei niedrigen Reibbeiwerten kann die erforderliche Vorspannkraft ein Mehrfaches des Ladungsgewichtes betragen.
Die Berechnung der erforderlichen Vorspannkraft berücksichtigt das Ladungsgewicht, den vertikalen Zurrwinkel α der verwendeten Zurrmittel, den Gleit-Reibbeiwert, den Beschleunigungsfaktor sowie den Übertragungsbeiwert. Bei einer frei stehenden Ladung sind unabhängig von der Berechnung mindestens zwei Zurrmittel zu verwenden.

### Formschlüssige Ladungssicherung

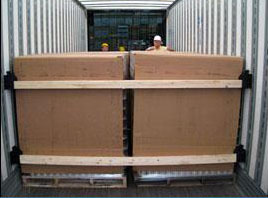
Klemmbalken

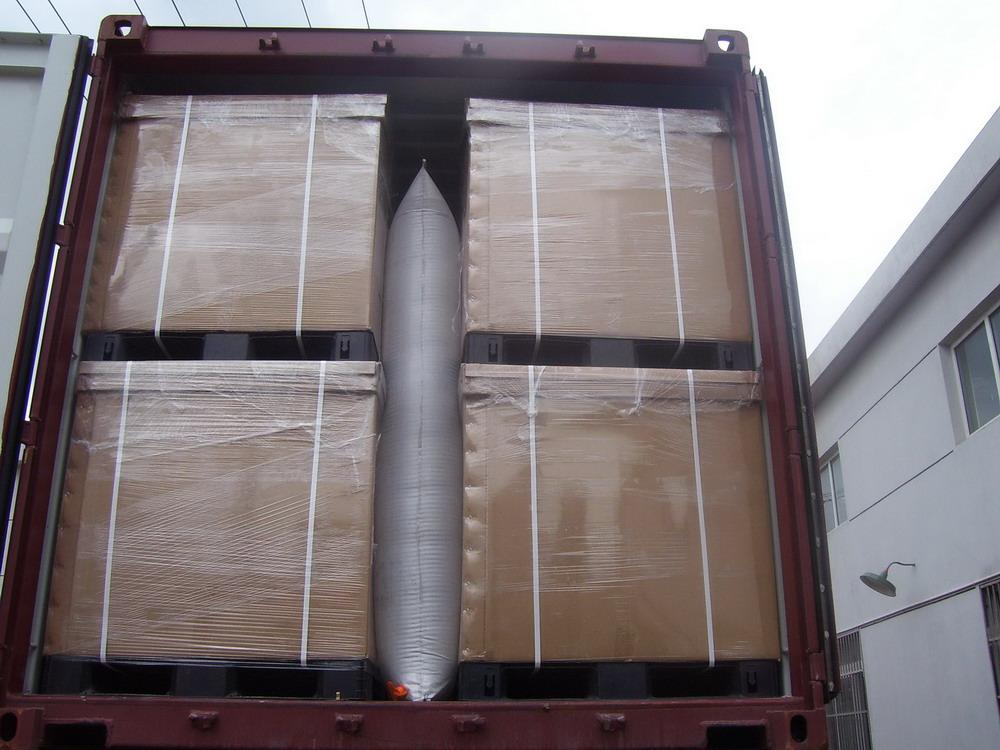
Staupolster

Eine formschlüssige Sicherung kann durch lückenloses Beladen oder durch das Absichern von vorhandenen Ladelücken mittels Blockiereinrichtungen erreicht werden. Von entscheidender Bedeutung ist dabei die Blockierkraft (BC) des Fahrzeugaufbaus bzw. der Blockiereinrichtung. Der Einsatz von rutschhemmendem Material (z. B. Antirutschmatten) kann diesen Effekt verstärken.
Beim formschlüssigen Beladen füllt die Ladung die gesamte Ladefläche lückenlos aus. Sie liegt dabei allseitig an einer ausreichend belastbare Laderaumbegrenzung an und kann so durch den Fahrzeugaufbau sicher an ihrem Platz gehalten werden.
Beim formschlüssigen Sichern füllt die Ladung nicht die gesamte Ladefläche aus oder liegt nicht allseitig an der Laderaumbegrenzung an. Jetzt kann sie durch den Einsatz ausreichend belastbarer Blockiereinrichtungen, z. B. Keile, Sperrbalken oder Einsteckringen so an ihrem Platz gehalten werden, dass sie nicht in die Ladelücken rutschen kann.
Der Vorteil einer formschlüssigen Ladungssicherung liegt darin, dass im Idealfall keine Zurrmittel mehr erforderlich sind, wodurch der Sicherungsaufwand stark reduziert wird.
Die Berechnung der erforderlichen Blockierkraft berücksichtigt das Ladungsgewicht, den Gleit-Reibbeiwert sowie den Beschleunigungsfaktor.

### Direktzurren
Beim Direktzurren wird die Ladung erst dann durch die Zurrmittel auf der Ladefläche gehalten, wenn sie sich aufgrund der im Fahrbetrieb wirkenden Kräfte in Bewegung setzen will. Von entscheidender Bedeutung ist dabei die Zurrkraft (LC, Lashing Capacity), also die Kraft, für die das Zurrmittel im Betrieb ausgelegt ist. Der Einsatz von rutschhemmendem Material (z. B. Antirutschmatten) kann diesen Effekt verstärken.
Der Vorteil des Direktzurrens liegt darin, dass die Zurrmittel wesentlich effektiver eingesetzt werden, beträgt doch die Zurrkraft (LC) eines Standardzurrgurtes 2500 daN, während die Vorspannkraft (STF) seiner Ratsche oftmals nur mit 350 daN angegeben ist.
Die Berechnung der erforderlichen Rückhaltekraft berücksichtigt das Ladungsgewicht, den vertikalen Zurrwinkel α sowie den horizontalen Zurrwinkel β der verwendeten Zurrmittel, den Gleit-Reibbeiwert und den Beschleunigungsfaktor. Die häufigsten Arten des Direktzurrens sind:

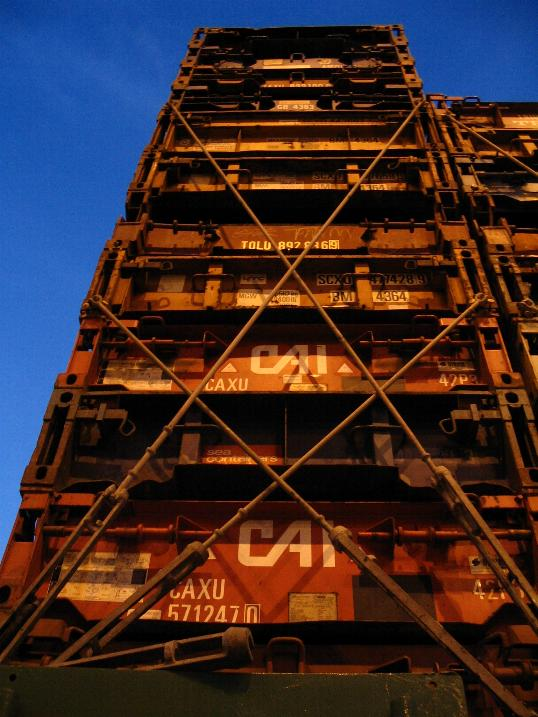
Diagonalzurren

#### Diagonalzurren
Vier Zurrmittel (eines pro Ecke) werden im geraden Zug zwischen den Befestigungspunkten an der Ladung und den Zurrpunkten am Transportfahrzeug gespannt.

#### Schrägzurren
Mindestens acht Zurrmittel (zwei pro Seite) werden im geraden Zug zwischen den Befestigungspunkten an der Ladung und den Zurrpunkten am Transportfahrzeug gespannt.

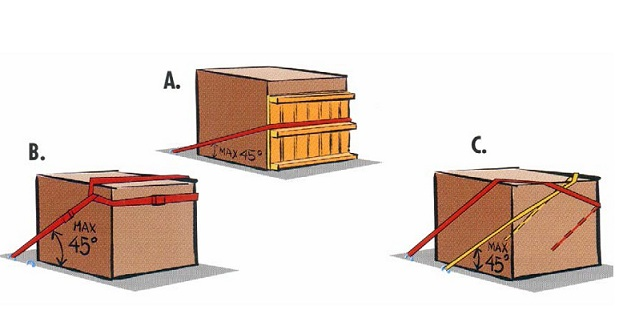
Kopf-Schlingenzurren mit Palette (A), Rundschlinge (B) und zwei Zurrmittel (C)

#### Schlingenzurren
Das Zurrmittel wird an den Zurrpunkten des Transportfahrzeugs eingehängt, als Schlinge vor, hinter bzw. seitlich um die Ladung gelegt und z. B. durch eine Palette gehalten. Das Zurrmittel wird in der Umreifung eingesetzt, weshalb der Wert der LC verdoppelt werden kann.

### Kombinierte Ladungssicherung
Die kombinierte Sicherung erfolgt durch den ergänzenden Einsatz von Methoden der kraftschlüssigen und der formschlüssigen Ladungssicherung, z. B. Blockieren zur Sicherung in Fahrrichtung mit Niederzurren als Sicherung nach hinten und zu den Seiten.

## Berechnen der Ladungssicherung
Niederzurren
Die Berechnung der Vorspannkraft kann gemäß der Richtlinie VDI 2700 Blatt 2 oder der EN 12195-1 erfolgen.
Nachfolgend wird nur die Berechnung gemäß EN 12195-1:2010 vorgestellt. Danach berechnet sich die Gesamtvorspannkraft {\displaystyle F_{T}} nach folgender Formel:
{\displaystyle F_{T}={\frac {(c_{x},_{y}-\mu \cdot c_{z})\cdot F_{G}}{2n\cdot \mu \cdot \sin \alpha }}\cdot fs}
{\displaystyle F_{T}} = Vorspannkraft zur Sicherung der gesamten Ladung durch Niederzurren
{\displaystyle c_{x}} = Beschleunigungsbeiwert: 0,8 in Fahrtrichtung; 0,5 entgegen der Fahrtrichtung
{\displaystyle c_{y}} = Beschleunigungsbeiwert: 0,5 quer zur Fahrtrichtung
{\displaystyle c_{z}} = Beschleunigungsbeiwert: 1,0 in vertikaler Richtung
{\displaystyle \mu } = Reibbeiwert
{\displaystyle F_{G}} = Gewichtskraft der Ladung in daN
{\displaystyle n} = Anzahl der Zurrmittelenden (zwei pro Zurrmittel)
{\displaystyle \alpha } = Vertikaler Zurrwinkel
{\displaystyle \sin \alpha } = Sinuswert des Zurrwinkels {\displaystyle \alpha }
{\displaystyle fs} = Sicherheitsbeiwert: 1,25 in Fahrtrichtung; 1,10 quer zur und entgegen der Fahrtrichtung
Um die Anzahl der erforderlichen Zurrmittel zu erhalten, muss {\displaystyle F_{T}} durch die Vorspannkraft (STF laut Kennzeichnungsetikett der benutzten Zurrmittel) geteilt werden.